# 宇津ノ谷峠

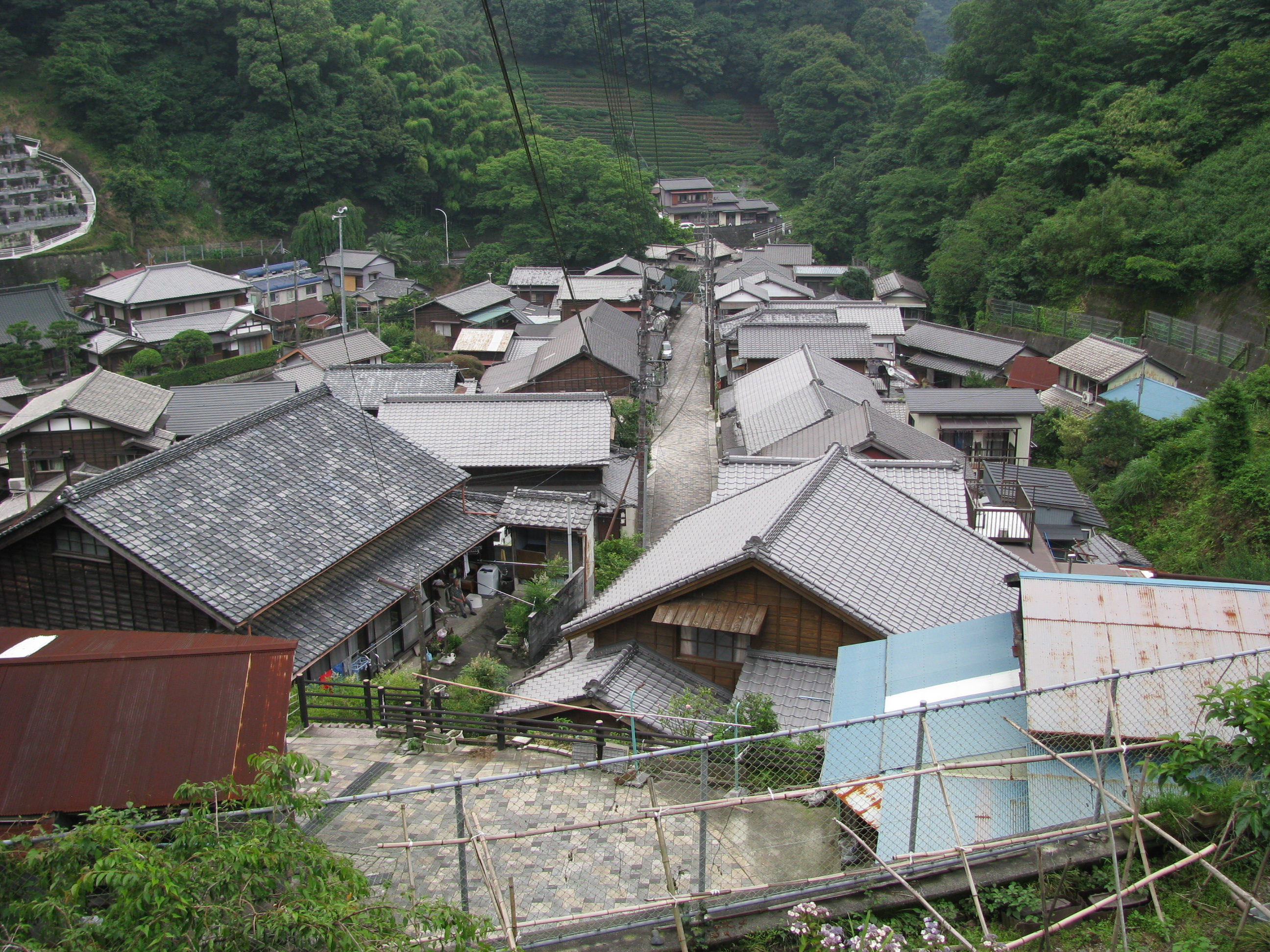
宇津ノ谷峠を貫く旧東海道

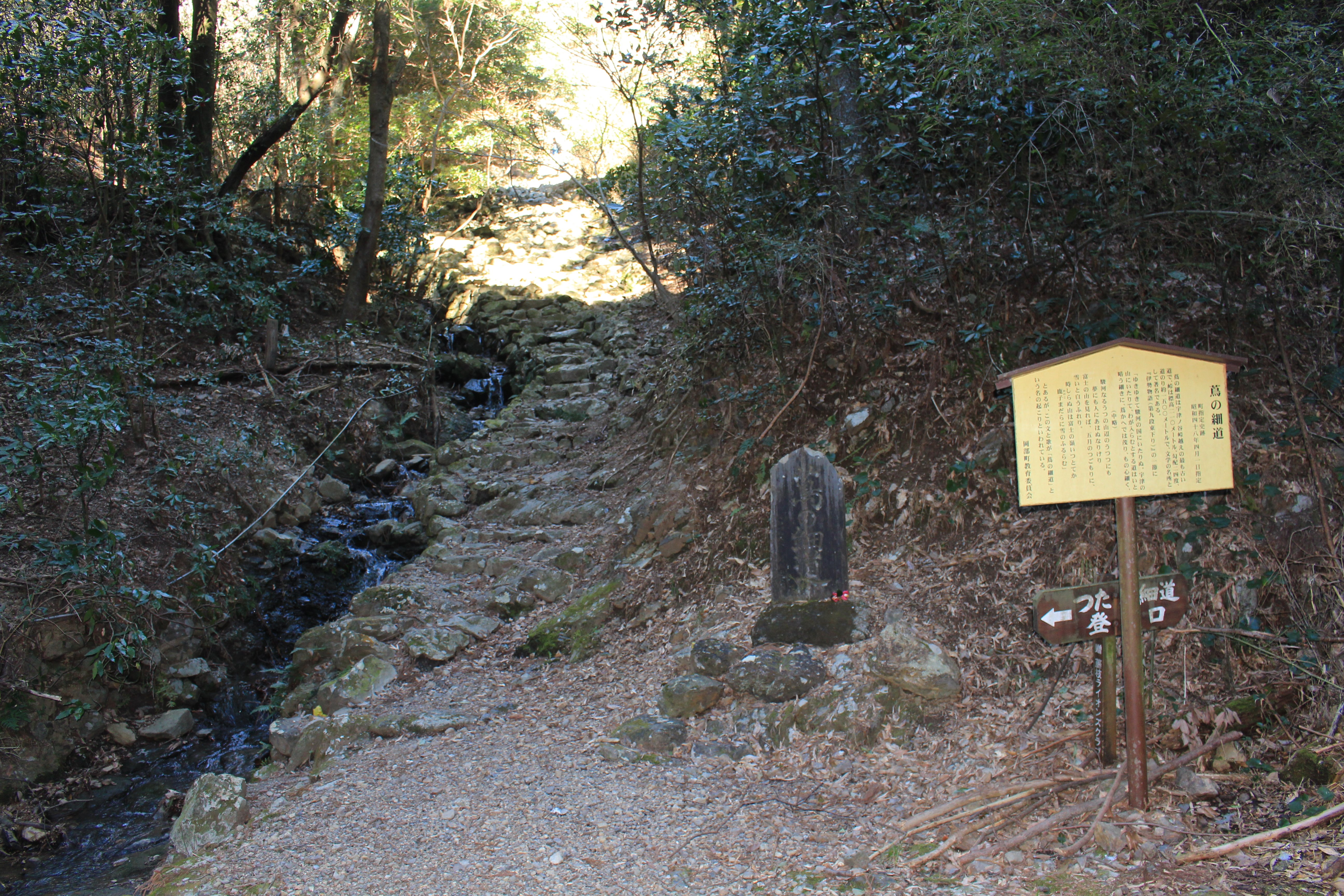
蔦の細道の藤枝市側の南口

宇津ノ谷峠（うつのや とうげ、表記揺れ：宇津谷峠）は、日本の東海地方東部に所在する宇津山/宇津の山/宇都山の南側にある峠。
現代の行政区画では、静岡県静岡市駿河区宇津ノ谷と藤枝市岡部町岡部坂下の境にある。国道1号・旧東海道が通る。
標高約151メートル。
中世から交通の要衝であった。和歌にも詠われ、歌舞伎の怪談劇『蔦紅葉宇都谷峠』の舞台としても知られる。
現在でも国道1号のトンネルが通過している。また、平安時代の道（蔦の細道）から国道1号現道のトンネルまで、全て通行可能な状態で保存されており、道の変遷を知ることができる。
近世東海道の交通を知る貴重なものとして、2010年（平成22年）2月22日に「東海道宇津ノ谷峠越」の名称で国の史跡に指定された。

## 地理
南アルプスから駿河湾まで伸びた尾根の一つ。この尾根をさらに太平洋側にまで辿ると、日本坂のトンネル群が通る場所もある。

## 歴史

### 古代・中世
平安時代、古代東海道にあった小川駅が廃止されたことに伴い、それまで太平洋側にある日本坂を通過していた交通が宇津ノ谷の蔦の細道へと移った。

### 近世
天正18年（1590年）の豊臣秀吉による小田原征伐の際、蔦の細道では進軍の峠越えに難があったため、それより1 km西に新たな峠道を整備した。その後、こちらが、現在の旧東海道のルートとなった。
江戸時代に入ると宿場・参勤交代の制度とともに東海道は整備された。宇津ノ谷峠周辺にも鞠子宿と岡部宿が置かれ、峠付近にも宿や商店が立ち並んで間の宿の役割を果たした。
天保3- 5年（1833-1834年、江戸時代後期）には江戸で歌川広重の名所浮世絵揃物『東海道五十三次』が保永堂から刊行されたが、その第21景「岡部 宇津之山」で画に取り上げられたのは宇津ノ谷峠であった（■右側の画像も参照のこと）。

### 近現代
明治に入り、文明開化により東海道の交通量が増大したため、当時安倍郡弥勒村の村長であった宮崎総五が地元の有力者にトンネルの掘削を働きかけた。それを受けて杉山喜平次らが結社を作り、1874年（明治7年）に掘削を開始、1876年（明治9年）に日本初の有料トンネルとして開通した。ところが、この初代は1896年（明治29年）に失火して崩落してしまい、閉鎖された。
その後、初代の残された一部を利用する形で2代目が着工され、1904年（明治37年）に開通した。現存する国の登録有形文化財「明治宇津ノ谷隧道」は、この施設のことである。
しかし、東海道本線建設にあたっては、海岸寄りの石部トンネル経由となり、宇津ノ谷峠を越える鉄道路線は敷設されなかった。1900年（明治33年）発表の鉄道唱歌には21番で「駿州一の大都会 静岡いでて安部川を わたればここぞ宇津ノ谷の 山きりぬきし洞の道」と東海道線が宇津ノ谷峠をトンネルで抜けているように取れる歌詞があるが、事実を歌っていない。なお、1925年（大正14年）に藤相鉄道が藤枝市内から駿河岡部駅までの路線を開通させ、さらに宇津ノ谷峠を越えて静岡市内まで路線をつなぐ計画もあったが、早くも1936年（昭和11年）には岡部町内の区間が廃止されてしまい計画が実現されることはなかった（静岡鉄道駿遠線を参照）。
明治のトンネルは、その後の自動車の普及に伴って対応できなくなったため、1926年（大正15年）に宇津ノ谷隧道（昭和第一トンネル）の建設が開始され、1930年（昭和5年）に開通した。昭和第一トンネルは当時としては高規格な作りになっており、現在でも大型車が十分にすれ違える幅員が取られている。
第二次世界大戦後の高度経済成長期、モータリゼーションが進展すると昭和第一トンネルでも交通の増大に耐えられなくなった。そのため、1957年（昭和32年）に新宇津ノ谷隧道（昭和第二トンネル）の建設が開始され、1959年（昭和34年）に開通した。昭和第二トンネルは第一トンネルよりも標高の低い位置に建設され、静岡・岡部間の所要時間は大幅に短縮された。

しかし、それでもその後の通過トラックの増加、志太平野への人口の流入による交通量増加には対応できなかった。そのため岡部バイパス整備に合わせて平成宇津ノ谷トンネルの建設が1990年（平成2年）に開始され、1998年（平成10年）に開通した。この開通に合わせて昭和第二トンネルは上り線専用に改修され、国道1号は片側2車線となった。
周辺には道の駅宇津ノ谷峠も整備され、通過する車両は「峠」であることを意識することなく通過できるようになった。

## 峠越えルート
- 蔦の細道 [gm 1][gm 2]

宇津ノ谷峠越えの最も古い道。『伊勢物語』第9段で詠われた和歌が名前の由来とされている。豊臣秀吉が東海道を開通させて以降は忘れ去られて廃道となっていたが、有志によって昭和40年代に復元・整備された。

- 東海道 [gm 3][gm 4]

豊臣秀吉が小田原征伐の際に開通させた。江戸幕府が五街道の一つとして再整備した。
- 宇津ノ谷隧道（今は無き明治のトンネル）

宇津山初のトンネルとして1874年（明治7年）に着工し、1876年（明治9年）に開通した。地元有力者が結社を組織し、工事費用の3分の2以上を賄った。工事は手掘りで進められ、作業人員は延べ15万人に上った。坑口から坑内にわたって全面的に煉瓦造の、全長203メートル。開通から20年後の1896年（明治29年）、内部照明に使用されていたカンテラの失火が原因で崩落し、閉鎖された。
- 宇津ノ谷隧道（現存する明治のトンネル）[16][14][gm 5]　■右に画像あり

宇津山の2代目のトンネルとして1904年（明治37年）に開通。崩落してしまった初代の残された一部を利用する形で修復・改築された。これが現存する最古の宇津ノ谷隧道であり、「明治隧道」の通称で親しまれている。文化財としての名称は「明治宇津ノ谷隧道」。1997年（平成9年）5月7日付で、国の登録有形文化財となる。通行は徒歩のみ可能。内部は側面部分とアーチ部分で煉瓦の種類と積み方が初代と異なる。内部照明はデザイン面で初代を踏襲するカンテラ“風”で、赤煉瓦の壁とともに文明開化の雰囲気を今に伝えている。
- 宇津ノ谷隧道 （昭和第一トンネル）[gm 6]　■右に画像あり

3代目・2本目のトンネルとして1926年（大正15年）に着工し、工事は難航を極めたが、1930年（昭和5年）に開通した。片側1車線。着工した時代の名を冠して「大正トンネル」とも呼ばれる。現在は静岡県道208号藤枝静岡線として使用されている。
- 新宇津ノ谷隧道 （昭和第二トンネル）　■右に画像あり

4代目・3本目のトンネルとして1957年（昭和32年）に着工し、1959年（昭和34年）に開通した。2車線。全長844メートル、幅9メートル。開通当時は対面通行、現在は国道1号現道上り線として使用されている。
- 平成宇津ノ谷トンネル　■右に画像あり

5代目・4本目のトンネルとして1990年（平成2年）に着工し、1998年（平成7年）に開通した。2車線で、開通と同時に前後の道路は4車線化された。現道下り線として使用されている。
このうち、明治のトンネル、昭和第一トンネル、昭和第二トンネルは「宇津ノ谷隧道群」として、2018年（平成30年）に土木学会選奨土木遺産に選ばれる。

## 描かれた宇津山
ここでは、画題としての宇津山（宇津の山）・宇津谷（宇津ノ谷）・宇津谷集落（宇津ノ谷集落）について解説する。
東海道の街道筋にあった江戸時代には、宇津山とその峠である宇津谷峠は、江戸方の鞠子宿と上方（京都方面）の岡部宿を繋ぐ位置にあった。宇津谷峠の道の江戸方（鞠子側）には古くから「宇津谷村 / 宇津の谷村 / 宇津ノ谷村」があったが、参勤交代も含めて往来が盛んであった江戸時代には間の宿として栄えた。集落は、今も昔も、上り坂の途中にある「下の集落」と上りきった所にある「上の集落」という2つの区域で構成されている。
- 住吉如慶本『伊勢物語絵巻』 [18]

紙本著色。大和絵。平安時代から何巻も作られてきたと考えられる伊勢物語絵巻のうち、江戸時代前期（17世紀）に作られた一巻。絵は住吉如慶、詞は愛宕通福（cf. 愛宕家）による。平安時代の歌物語『伊勢物語』に取材した絵巻であり、第9段「東下り」の部分で宇津谷峠と蔦の細道が描かれている。現代の感覚では「道」と呼び難いような山中の難所であったことが、ここではよく表現されている。
- 酒井抱一 『宇津の山図』 [19][20]

絹本著色。軸装・1幅。110.0 cm × 41.0 cm。19世紀（江戸時代後期）作の大和絵。山種美術館蔵。
『伊勢物語』第9段「東下り」で、東国（鄙）へ向かう主人公（※在原業平と目される人物）の一行が駿河国に差し掛かり、蔦の細道を通って宇津山の峠を越えようとしていたところ、平安京へ向かう旧知の修行者にばったり出逢い、主人公が京に残してきた恋しい女への和歌を託す場面（山中で主人公が歌を詠んでいる場面）を描いている。抱一ら琳派の作品には『伊勢物語』を題材としたものが多い。
『伊勢物語』の記述を基づいて平安時代における宇津山を江戸時代の絵師が描いた一図である。のどかな雰囲気の漂う画であるが、古代における宇津谷峠は、蔦つたの生い茂る細道が通るばかりの地形的難所であることに加えて山賊が出没する危険地帯でもあった。『伊勢物語』の上述の場面の前節でも蔦の細道の寂しさが記されており、豊臣秀吉の小田原征伐に伴う東海道開通に続いて江戸幕府による街道の再整備を経たのちの当地とは様相が異なる。
- 歌川広重 保永堂版『東海道五十三次之内 岡部 宇津之山』 [22][23][24][9]　■右に画像あり

横大判錦絵。22.6 × 34.4 cm。天保4-5年（1833-1834年）届出・刊行。広重の出世作、名所浮世絵揃物『東海道五十三次』"保永堂版"の第21景。実際にはこの版は仙鶴堂の単独刊行であったとされているが、今では「保永堂版」の名が通っている。
江戸時代後期における宇津谷峠を描いている。道は東海道で、有名な古道「蔦の細道」は画中右の山中を通っている。見えている家屋は宇津谷集落（上の集落）のもの。画面奥が岡部方面（現在の静岡市駿河区丸子方面）で、道を上り切って下った先に岡部宿がある。左右から迫りくるような山裾の間に岡部川と呼ばれる瀬戸川水系の渓流が谷を刻んでおり、その流れに沿って峠道が通っている。構図的には、圧迫感を伴って左右から空間を狭めるように配された深い緑の領域が険しく鬱蒼とした宇津谷峠の印象を伝え、山裾と川と道の湾曲した線が呼応して、奥行き感とリズムを演出している。山肌はまだ青いが、渓流の上へと飛び出た立木の葉は早くも紅葉しているので、季節は初秋であろうか。集落のほう（※画面奥）からは粗朶を背負った3人の樵が歩いてくる。最後尾の1人は下半身が地面に隠れてしまっているので、この先も急峻な坂になっていることが分かる。手前からは行商人と柴を背負った山の女が上ってゆく。
- 歌川広重 行書版『東海道五十三次之内 岡部 宇津の山之図』 [26][27][28]　■右に画像あり

横間判錦絵。天保12-13年（1841-1842年）届出・刊行。大好評を博した名所浮世絵揃物『東海道五十三次』の、「江崎屋版」「行書版」「行書東海道」と呼ばれる刷新版の第21景。
保永堂版に続いてここでも宇津山が画題に選ばれている。峠を主題にした前作と違って、今作は立場茶屋を主題にしている。この図に描かれているのは「上の集落」でも最も高い所にある上立場茶屋で、旅人に憩いの場を提供している。立場という施設が設けられた当初は飲食禁止であったが、時代か下るとその地域が名物とする力餅などや酒まで提供するようになった。ここ宇津谷集落の「上の集落」では家ごとに名物の十団子などを販売していたが、描かれている茶屋もその一軒である。柱には「うつの山 名物十だん子 立場」と書かれた看板が掛けられており、軒先（※画面上は看板の右）に吊るされた巻藁には串団子がたくさん差してある。その横に見える竿には糸を通した厄除けの十団子が吊るされている。赤子を背負った茶屋の女は縁台に腰かけた旅人に茶を差し出している。坂を上ってきたのは天秤棒を担いだ行商と巡礼者。下ってゆく人も見える。
- 歌川広重 隷書版『東海道 廿二 五十三次 岡部 宇津の山』　■右に画像あり

横間判錦絵。弘化4年-嘉永5年（1847-1852年）間に届出・刊行。「隷書版」と呼ばれる名所浮世絵揃物『東海道五十三次』の第3弾、その第21景。
やや俯瞰の構図を採っており、宇津の山のドーム形の峰を中央に大きく配している。峠道は弧を描き、行き交う旅人がぽつりぽつりと見える。多くは行商人、1人は渡世人である。
- 歌川広重『五十三次名所図会 廿二 岡部 宇津の山 蔦の細道』 [30][31]

縦大判錦絵。35.3 × 24.0 cm。安政2年（1855年）届出・刊行。板元は紅英堂（蔦吉）。竪型版（縦型版）であることから「竪絵東海道（たてえ とうかいどう）」と通称される名所浮世絵揃物『五十三次名所図会』の第22景。
縦型版の利点を大いに活かしてほとんどが俯瞰で描かれているこのシリーズにあって、この一図もまた、大胆な俯瞰の構図を採っている。上段に宇津の山のドーム形の峰が大きく描かれ、周辺を雲が取り巻く様子で標高の高さを感じさせている。下段には峠道が描かれており、立場茶屋があることで往来の盛んなことを窺わせる。枠外に「藤枝へ一里二十九丁」と添え書きされているが、これは岡部宿から藤枝宿までの距離であって、岡部宿より手前にある宇津の山は関係ない。ここに示したとおり、広重は都合4度に亘って「岡部」の名を挙げて名所絵を描いているが、いずれも岡部宿を描くことなく宇津の山を取り上げている。

## 詠われた宇津山
「宇津山/宇津の山/宇津ノ山（うつのやま）」は、歌枕になっている。「うつ」が同音であることから「うつつ」を導き出す語としても使われる。
- ゆきゆきて駿河国にいたりぬ。宇津の山にいたりてわが入らむとする道はいと暗う細きにつたかへでは茂りもの心ぼそくすゞろなるめを見ることゝおもふに修行者あひたり。かゝる道はいかでかいまするといふを見れば見し人なりけり。京にその人の御もとにとて文書きてつく。
  - するがなるうつのやまべのうつゝにも 夢にも人にあはぬなりけり　──『伊勢物語』九段「東下り」（平安時代初期に成立）[3]
    - 解釈例：駿河国にある宇津の山あたりに来てみると、その『うつ』という名のように、『うつつ〈現実〉』でも夢の中でも貴女に逢わないことだなあ［それは貴女が私のことを思って下さらないからなのでしょう］。

- うつの山 うつつかなしき道絶えて 夢に都の人は忘れず　──九条良経自撰の私家集『秋篠月清集』（元久元年〈1204年〉、鎌倉時代初期に成立）[2]

- うつのやま あひみるひとも なみたにて ふゆはかれぬる つたのしたみち　──『文明十四年万句』52巻 玉何［ゆきならは］。文明14年（1482年）7月4日-9月14日間の作。[32]
- わかかたへ ふみことつくる うつのやま やすらひにけり つたのしたみち　──『文明十五年千句』11巻 何風［たきなみや］。文明15年（1483年）□月□日-3月2日間の作。[32]

## 宇津ノ谷の十団子
宇津ノ谷の十団子は、食人鬼供養の十団子、厄除け十団子として古くから知られ、宇津ノ谷集落で売られていた名物和菓子である。

## ゆかりのある人物
うなぎパイで有名な春華堂の創業者・山崎芳蔵の生家は、江戸時代から明治時代初期まで、この峠で茶屋を営んでいたという。

## 日本遺産
2020年（令和2年）6月19日、東海道宇津ノ谷に関する史跡や文化財群である「慶龍寺」「間の宿宇津ノ谷」「十団子」「東海道宇津ノ谷峠越」「明治宇津ノ谷隧道」「蔦の細道」が、文化庁の文化財保護制度「日本遺産」のストーリー『日本初「旅ブーム」を起こした弥次さん喜多さん、駿州の旅～滑稽本と浮世絵が描く東海道旅のガイドブック（道中記）～』の構成文化財の1つに認定された。